# Фількір
Фількір" (ісл. Íþróttafélagið Fylkir) — ісландський спортивний клуб з Рейк'явіка. Заснований 28 травня 1967 року як КСА (ісл. Knattspyrnufélag Seláss og Árbæjar, KSÁ).
Крім футболу в спортивному клубі «Фількір» культивуються волейбол, гандбол, гімнастика і карате.

## Досягнення
- Володар Кубка Ісландії з футболу (2): 2001, 2002.

## Виступи в єврокубках
Станом на 25 липня 2013
| Змагання         | Матчі | Пер | Н | Пор | ГЗ | ГП |
| ---------------- | ----- | --- | - | --- | -- | -- |
| Кубок УЄФА       | 8     | 1   | 3 | 4   | 6  | 13 |
| Ліга Європи УЄФА | 2     | 0   | 0 | 2   | 1  | 6  |
| Кубок Інтертото  | 4     | 1   | 0 | 3   | 3  | 6  |
| РАЗОМ            | 14    | 2   | 3 | 9   | 10 | 25 |

### Кубок УЄФА
- 2001: Фількір –  Погонь Щецин (2–1)
- 2001:  Погонь Щецин – Фількір (1–1)
- 2001:  Рода – Фількір (3–0)
- 2001: Фількір –  Рода (1–3)
- 2002: Фількір –  Мускрон (1-1)
- 2002:  Мускрон – Фількір (3–1)
- 2003:  АІК – Фількір (1–0)
- 2003: Фількір –  АІК (0–0)

### Кубок Інтертото
- 2004: Фількір –  Гент (0–1)
- 2004:  Гент – Фількір (2–1)
- 2008:  ФК Рига – Фількір (1–2)
- 2008: Фількір –  ФК Рига (0–2)

### Ліга Європи
- 2010:  Торпедо-БелАЗ – Фількір (3–0)
- 2010: Фількір –  Торпедо-БелАЗ (1–3)